# 大众的反叛
大众的反叛（The Revolt of the Masses, 發音：[la reβeˈljon de laz ˈmasas]）是西班牙作家何塞·奧特嘉·伊·加塞特写的一本书。
中文版本有广东人民出版社的2012年版。

## 评价
在历史的进程中，大众与精英各自起着怎样的作用，他们之间是什么关系，一直是值得讨论的问题。西班牙哲学家奥尔特加·加塞特对大众在社会中的角色的分析非常值得我们关注。